# Mirèio
Pour les articles homonymes, voir Mireille.

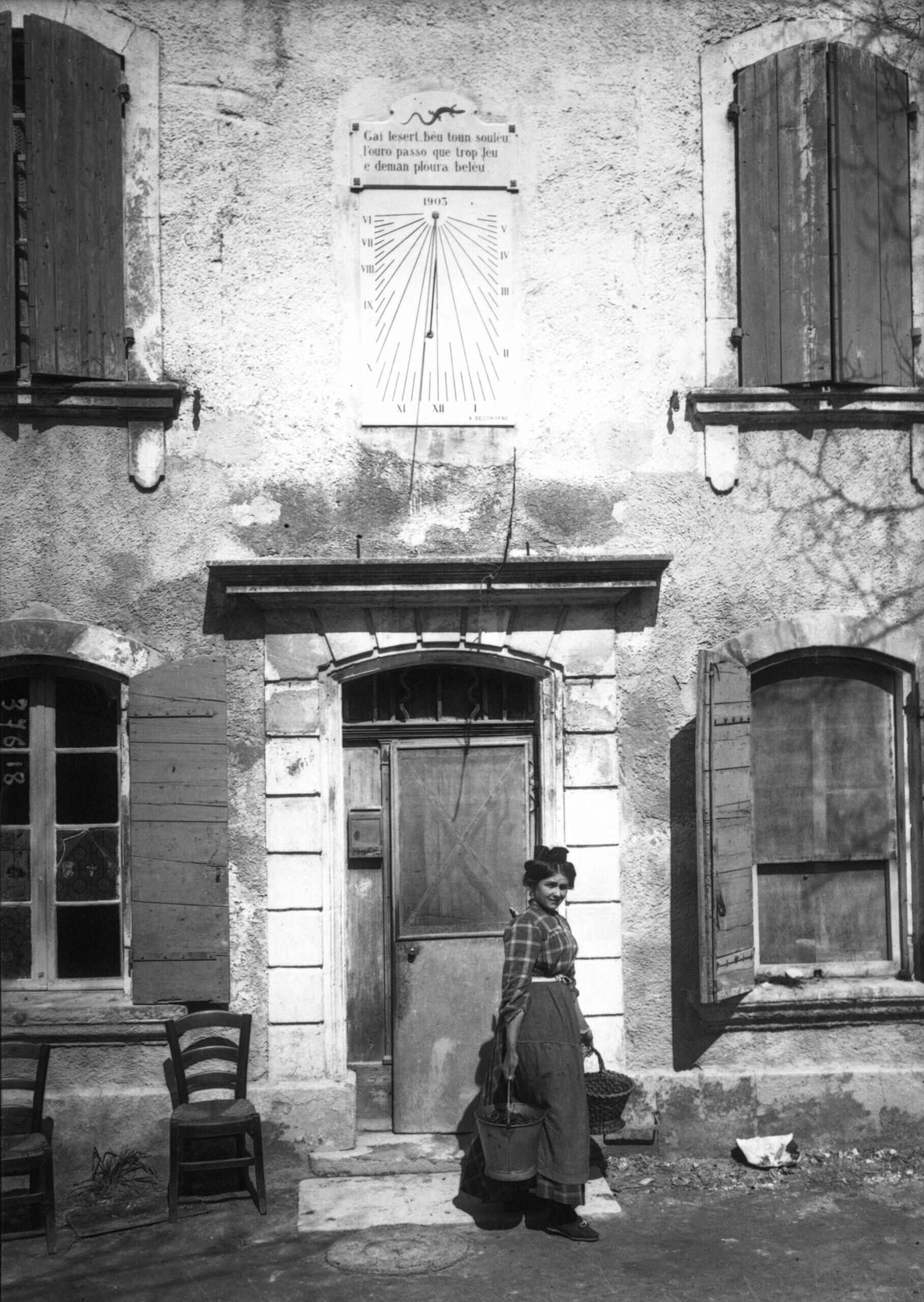
Porte d'entrée de la « maison au cadran » à Maillane où Frédéric Mistral composa Mirèio, et qu'il surnomma « Maison du Lézard » après y avoir fait installer un cadran solaire orné de ce petit reptile. Photographie de 1914 : l'année même de la mort de Mistral, on y voit une authentique « Mireille » partir pour la corvée d'eau (ou de charbon, ou de cendres, puis au marché ?)...

Mirèio (Mirèlha en graphie classique, Mireille en français) — composée durant huit années et publiée en 1859 — est une œuvre en vers et en occitan provençal, écrite par le poète, philologue et lexicographe provençal Frédéric Mistral, et sous-titrée : Pouèmo prouvençau (« Poème provençal »).
C'est en effet un poème épique en douze chants qui évoque la vie et les traditions provençales au XIXe siècle en contant les amours contrariées de deux jeunes Provençaux de conditions sociales différentes, Mirèio (Mireille) et Vincèn (Vincent). Il y aborde aussi les grands mythes et légendes de Provence, entre autres ceux de la Tarasque et des trois saintes Maries de la mer, celui de l'Arlésienne et de la Vénus d'Arles.
Ce poème lui a valu de recevoir le prix Nobel de littérature en 1904, « en considération de sa poésie si originale, si géniale et si artistique, […], ainsi qu’en raison des travaux importants dans le domaine de la philologie provençale ».
Mistral fait précéder son poème par un court Avis sur la prononciation provençale, et il le fait suivre d'une traduction en français non versifiée, qu'il écrit délibérément dans un style dépouillé, neutre et non poétique, pour laisser le premier rôle au poème en provençal, ainsi que l'affirme Pierre Rollet dans sa préface, invitant le lecteur à apprécier d'abord le texte provençal en s'aidant seulement de la traduction en français, et en espérant que « son honnête rigueur ne lui sera pas un obstacle s'il prend garde que Mistral s'est volontairement refusé à parer la version française d'un charme qui ne pourrait être que trahison au regard de l'original. Car les deux langues Provençal et Français sont empreintes d'un génie tellement différent que la poétique de l'une ne saurait jamais se superposer exactement à la poétique de l'autre ».
Le prénom Mireille, Mirèio en provençal, est une variante judéo-provençale de Myriam, et renvoie au nom Marie.

## Résumé

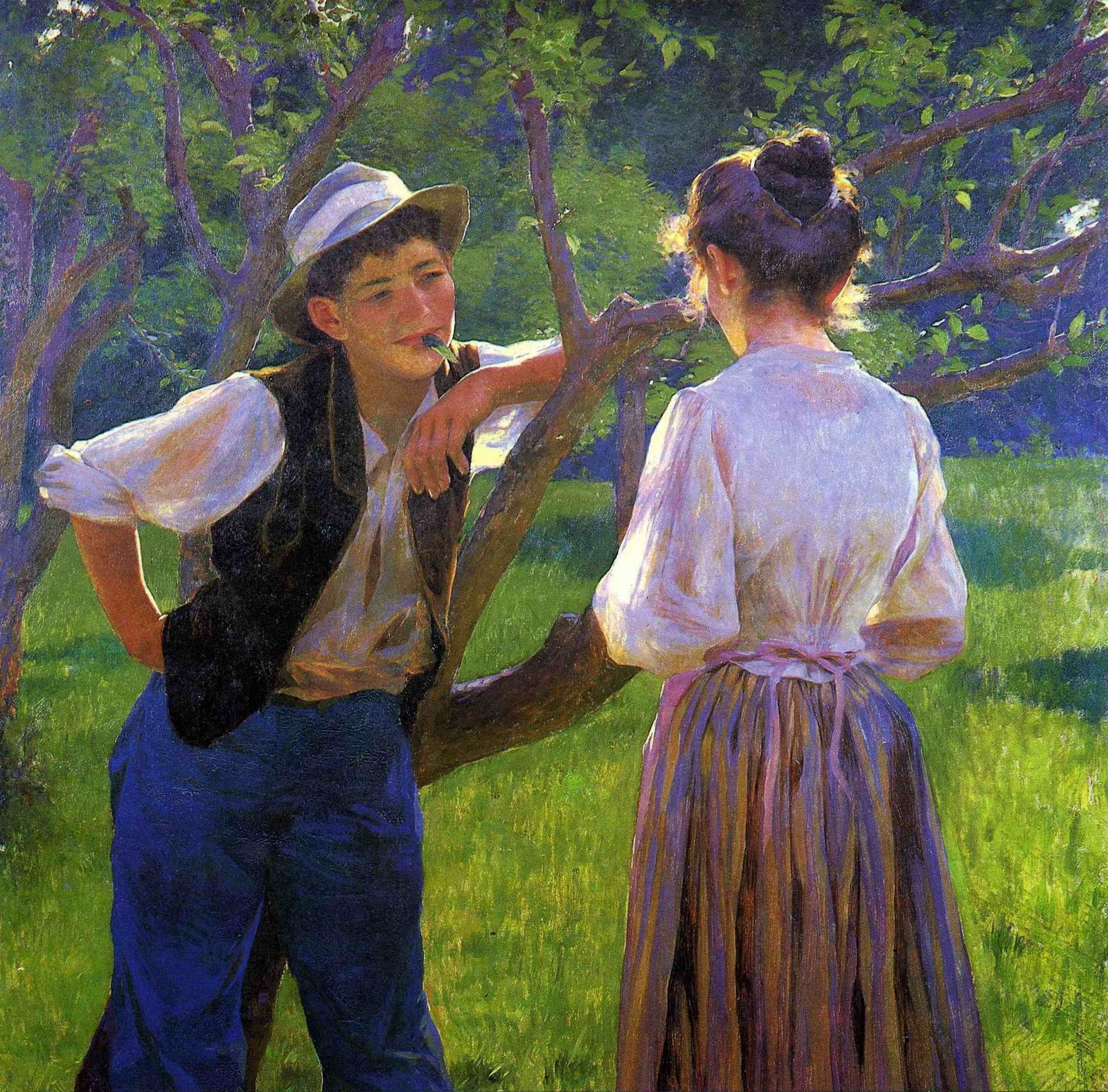
Vincent et Mireille, par Victor Leydet

Au pays des Baux, en Provence, Mireille, fille de riches paysans, et Vincent, jeune vannier modeste, s'éprennent l'un de l'autre.
Amour impossible : les parents de la jeune fille, furieux de son choix, alors qu'elle éconduit de beaux partis, refusent la mésalliance. Mireille, désespérée, s'enfuit de chez elle. Sous le soleil d'été, elle traverse la Camargue, dans le but d'aller aux Saintes-Maries-de-la-Mer implorer les saintes d'infléchir la décision de ses parents.
Sa course est pénible : accablée de chaleur, elle est frappée d’insolation. Quand elle arrive au terme de sa route, les saintes Marie lui apparaissent, lui racontent leur propre épopée et lui font entrevoir le bonheur de l'autre monde. Au milieu des siens qui, éplorés, la retrouvent, elle se laisse doucement glisser dans la mort, confiante et sereine.

## Historique et accueil deMirèio

### Une origine personnelle ?
Le thème majeur du poème, les amours contrariées d'un jeune couple en butte aux préjugés sociaux, ferait en fait référence à un épisode de la vie de Mistral : selon un article d'Henri Longnon dans la Revue d'histoire littéraire, le jeune Frédéric aurait furieusement aimé une jeune servante de sa mère, aurait voulu l'épouser et se serait heurté à l'interdit du « Mas du Juge », la demeure bourgeoise et propriété terrienne de son père, où il est né (voir l'article consacré au Musée Frédéric-Mistral). Il s'agit probablement d'Athénaïs Ferréol, dont il aura d'ailleurs un fils naturel, son seul enfant, en 1859, l'année même de la parution de Mirèio. L'une de ses descendantes est la comédienne Andréa Ferréol qui est donc l'arrière-arrière-petite fille de Mistral. Et c'est probablement du fait de cet amour interdit qu'il ne se mariera en noces officielles qu'en 1876, avec Marie-Louise Rivière, dont il n'aura pas d'enfant (voir la section « Biographie »  de l'article consacré à Frédéric Mistral).
Cet élément biographique ajoute pour cette œuvre un caractère d'hymne amoureux à sa première dimension d'épopée culturelle et sociale.

### Sa langue, son contexte. Son lectorat?
Le texte, bien qu'écrit en provençal, aurait eu en fait pour cible de lectorat la bourgeoisie parisienne, les notables locaux et les poètes parisiens, malgré le fait qu'à l'époque de Mistral, les locuteurs ayant le provençal comme langue maternelle étaient encore largement majoritaires dans la région. D'ailleurs, « jusqu’au XIXe siècle, le provençal est la langue usuelle de la société provençale, y compris des classes supérieures. Il est utilisé à l’écrit depuis le Moyen Âge aux côtés du latin, puis remplace le latin aux XVe et XVIe siècles avant d’être chassé des écrits administratifs par le français ». Il faut aussi rappeler que la Provence est indépendante jusqu’au XVIe siècle, puis sous une sorte de « protectorat » du roi de France qui lui laisse une grande autonomie. Et elle ne sera totalement et définitivement annexée à la France que lors de la révolution de 1789, ce qui ne sera le cas pour le Comté de Nice qu'en 1860.
C'est donc seulement « à partir du XIXe siècle [que] la politique française introduit le français avec une certaine violence et les classes supérieures deviennent progressivement bilingues. Cela provoque l’émergence d’une revendication régionaliste et linguistique précoce (dès le milieu du XIXe siècle), vive jusqu’à aujourd’hui, bien qu’elle soit désormais noyée dans une société fortement "déprovençalisée" ». Et c'est dans ce contexte revendicatif à la fois sur les plans politique, culturel, identitaire et dans le domaine linguistique (lesquels se nourrissent les uns les autres), induisant une certaine résistance à la volonté centraliste et uniformisatrice des gouvernements de la nation, que doivent se comprendre l'émergence du projet et la naissance de l’œuvre chez Mistral, ainsi que les conditions de son accueil.
« C’est à partir du XXe siècle que le français gagne les milieux populaires (école obligatoire, conscription), et ce n’est qu’à partir des années 1930 dans les villes et 1950 dans les campagnes que les enfants sont élevés [directement] en français ».
Néanmoins, la langue écrite ne concerne jusqu'à la fin du XIXe siècle qu'une élite lettrée minoritaire, pour la raison que le sociolinguiste Fabrice Bernissan soutient : 

« Lorsque Mistral écrit pour les gens « di mas » les habitants des pays occitans ne sont pas encore alphabétisés. On sait qu’il destine Mirèio aux notables et à la société littéraire parisienne. ».

— Discours volontaristes et effets réels. La situation de l’occitan. In : Lengas - revue de sociolinguistique n° 73 (2013).

### Le témoin d'un grand projet
On sait aussi néanmoins que l'ambition de Mistral était bien de raviver l'usage de la langue provençale, en lui donnant en sus ses lettres de noblesse, et de fixer ses formes en faisant accéder, par cette œuvre majeure de grande ampleur (poème épique et amoureux à la fois), le parler patoisant au statut de langue à part entière par la littérature. Ses poèmes, au premier rang desquels Mirèio, sont le versant littéraire de son grand projet, et Lou Tresor dóu Felibrige (« Le Trésor du Félibrige », son dictionnaire du provençal, et plus généralement de l'occitan) en est le versant linguistique et lexicographique.
De plus, la célébrité du long poème de Mirèio (et de ses personnages) favorisant le bouche-à-oreille, le classicisme et la popularité de son thème mythique des amours contrariées comme d'un « Roméo et Juliette à la provençale », ainsi que les aspects épique, oratoire et dialogué du poème facilitant son oralisation et sa théâtralisation comme sa mise en musique par Charles Gounod pour son opéra Mireille (en 1864, soit seulement cinq ans après la parution du livre), ont sans doute permis une large transmission orale de nombreux passages qui ont ainsi infusé dans les milieux populaires jusqu'au XXe siècle.[réf. nécessaire]

### La«respelido», renaissance espérée du provençal
Il semble que Mistral ait réalisé en bonne partie ses objectifs, puisque le provençal a connu un net renouveau au XIXe siècle qui a conduit à la « respelido », ou renaissance du provençal autour de lui et du Félibrige, laquelle « se poursuit de façon moins visible au cours du XXe siècle et jusqu’à nos jours. Le prix Nobel de Littérature décerné à Frédéric Mistral en 1904 pour son œuvre toute en provençal [et surtout pour Mirèio, Ndlr] a donné une valeur symbolique très forte à son auteur et à sa langue. ». D'autant qu'il s'agissait du premier (et longtemps le seul) prix Nobel de littérature pour une œuvre dans une langue qui n'est pas la langue officielle d'un état (jusqu'à Isaac Bashevis Singer en 1978 pour le yiddish). Cette renaissance a aussi remis à l'honneur les pépites de la poésie des troubadours en langue d'oc du Moyen Âge. Comme le dit Pierre Rollet dans sa préface à l'édition de Mirèio qu'il dirige en 1980 : « Non l'opportunité, mais une sorte de patriotisme et des impératifs purement poétiques l'animent quand il s'engage dans la voie audacieuse de la Renaissance Provençale dont nul ne pouvait alors prévoir le succès. »
L'ambition historique et linguistique de Mistral ne se limitait d'ailleurs pas au provençal mais couvrait toute l'aire occitane et catalane, incluant jusqu'à la Catalogne (dont la langue est aujourd'hui encore très vivante). Ainsi proclame-t-il dans son Ode aux Catalans : 
| « Dis Aup i Pirenèu, e la man dins la man, Troubaire, aubouren dounc lou vièi parla rouman! Acô's lou signe de famiho, Acô's lou sacramen qu'is àvi joun li fiéu, L'ome à la terro! Acô's lou fiéu Que tèn lou nis dins la ramiho. Intrépide gardian de noste parla gènt, Garden-lou franc e pur e clar coume l'argènt, Car tout un pople aqui s'abéuro; Car, de mourre-bourdoun qu'un pople toumbe esclau, Se tèn sa lengo, tèn la clau Que di cadeno lou deliéuro. » |  |  | « Des Alpes aux Pyrénées, et la main dans la main, Poètes, relevons donc le vieux parler roman ! C'est là le signe de famille, C'est là le sacrement qui unit le fils aux aïeux, L'homme à la terre ! C’est là le fil Qui tient le nid dans la ramée. Intrépides gardiens de notre parler gentil, Gardons-le franc et pur et clair comme l’argent, Car tout un peuple là s’abreuve ; Car, face contre terre, qu’un peuple tombe esclave, S'il tient sa langue, il tient la clef Qui le délivre des chaînes. » |
Il faut croire qu'il a été entendu même au-delà des frontières, puisque la Respelido provençale a son parallèle en Catalogne avec la Renaixença, commencée en 1833 et développée surtout dans la seconde moitié du XIXe siècle ; ce mot signifie la « renaissance » catalane et désigne un mouvement qui peut s'interpréter entre autres comme volonté de faire revivre la culture et la langue catalanes, en en faisant aussi une langue littéraire de prestige.

### Accueil du texte par les pairs
Les poètes contemporains et les suivants — parmi les plus célèbres du temps — ne s'y sont pas trompés, et au prisme de leur admiration, ils ont bien perçu le grand dessein de son auteur dans ce texte incomparable (pour ce qui est de son importance linguistique et culturelle), si ce n'est aux œuvres antiques de Virgile, d'Homère, puis de Dante et de Pétrarque comme le suggère Alphonse de Lamartine. Ainsi Lamartine, l'un des premiers destinataires et dédicataires de l’œuvre, décrit-il Mistral comme : 

« Un poète qui crée une langue d’un idiome, comme Pétrarque a créé l’italien : un poète qui, d’un patois vulgaire, fait une langue classique, d’images et d’harmonie ravissant l’imagination et l’oreille… Ce doux et nerveux idiome provençal qui rappelle, tantôt l'accent latin, tantôt la grâce attique, tantôt l'âpreté toscane… ».

— Alphonse de Lamartine,  in  Cours familier de littérature, quarantième entretien.
De même, Jules Barbey d'Aurevilly, pourtant souvent porté à l'amertume dans ses critiques selon Pierre Rollet, y fait exception pour Mirèio et Mistral ; assez dithyrambique sans sacrifier pour autant la justesse de l'argumentation (toujours pour Rollet), il célèbre le caractère naturel de l’œuvre et sa beauté qui la rendent accessible malgré sa langue étrangère au monde des lettres parisien : « Le caractère de cette poésie divinement douce ou divinement sauvage, est le caractère le plus rare, le plus tombé en désuétude dans la production de ce temps, c'est la simplicité et la grandeur. Cette poésie ne nous donne plus la sensation ordinaire de l'étranger, mais la sensation extraordinaire du naturel. »

#### Exemple du caractère «doux et sauvage» de l’œuvre selon Barbey d'Aurevilly
Pour apprécier le caractère de cette poésie à la fois (ou tour à tour) « divinement douce » et « divinement sauvage », en même temps étrangère (par sa langue) et étrangement familière (par son « naturel, sa simplicité et sa grandeur ») du poème de Mistral selon Barbey d'Aurevilly, on pourra prendre comme exemple la célèbre déclaration d'amour de Vincent à Mireille au Chant II de Mirèio (traduction en français non versifié de Mistral lui-même) : 
| « T'ame, o chatouno encantarello, Que se disiés : Vole uno estello I'a ni travès de mar, ni bos ni gaudre foui I'a ni bourrèu, ni fio, ni ferre Que m'aplantèsse ! Au bout di serre Toucant lou cèu l'anariéu querre, E Dimenche l'auriés, pendoulado à toun coui. Mai, o bellasso ! au mai t’aluque Au mai, pécaire ! m’emberluque !… Veguère uno figuiero, un cop, dins moun camin, Arrapado à la roco nuso Contro la baumo de Vau-Cluso : Maigro, pécaire ! i lagramuso Ie dounarié mai d’oumbro un clot de jaussemin ! Un cop pèr an vers sí racino Vèn flouqueja l’oundo vesino ; E l’aubret secarous, à l’aboundouso font Que Mounto à-n-éu pèr que s’abéure, Tant que n’en vòu, se bouto à béure… D’acò tout l’an n’a proun pèr viéure. Coume à l’anèu la pèiro, à iéu acò respond ; Que siéu, Mirèio, la figuiero, E tu, la font e la fresquiero ! E basto, à iéu pauret ! basto, uno fes de l’an, Que pousquèsse, à geinoun coume aro, Me souleía i rai de ta caro E subre-tout de poudé’ncaro Te floureja li det d’un poutoun tremoulant ! » |  | « Je t’aime ô jeune fille enchanteresse, (au point) que si tu disais : Je veux une étoile il n'est traversée de mer, ni bois, ni torrent fou il n'est ni bourreau, ni feu, ni fer qui m'arrêtât ! Au bout des pics touchant le ciel j'irais la prendre, et, Dimanche, tu l'aurais appendue à ton cou. Mais, ô la plus belle ! plus je te contemple, plus, hélas ! je m’éblouis !… Je vis un figuier, une fois, dans mon chemin, cramponné à la roche nue contre la grotte de Vaucluse : si maigre, le pauvre ! qu’aux lézards-gris donnerait plus d’ombre une touffe de jasmin ! Vers ses racines une fois par an, vient clapoter l'onde voisine ; et l'arbuste aride, à l'abondante fontaine qui monte à lui pour le désaltérer, autant qu'il veut, se met à boire… Cela toute l'année lui suffit pour vivre. Comme la pierre à la bague à moi cela s'applique. Car je suis, Mireille, le figuier, et toi, la fontaine et la fraîcheur ! Et plût-au-ciel, moi pauvret ! plût-au-ciel une fois l'an, que je pusse, à genoux comme à présent, me soleiller aux rayons de ton visage, et surtout que je pusse encore t'effleurer les doigts d'un petit baiser tout tremblant ! » |

## Postérité

### Dédicace et réponse
Mistral dédie son livre à Alphonse de Lamartine en ces termes :

« À Lamartine

Je te consacre Mireille : c'est mon cœur et mon âme ;

C'est la fleur de mes années ;

C'est un raisin de Crau qu'avec toutes ses feuilles

T'offre un paysan. »
Et Lamartine de s'enthousiasmer encore : « Je vais vous raconter, aujourd'hui, une bonne nouvelle ! Un grand poète épique est né. La nature occidentale n'en fait plus, mais la nature méridionale en fait toujours : il y a une vertu dans le soleil… […] Un vrai poète homérique, en ce temps-ci ; […] Oui, ton poème épique est un chef-d'œuvre ; […] le parfum de ton livre ne s'évaporera pas en mille ans. »

### Traduction
Mirèio a été traduite en une quinzaine de langues européennes, dont le français par Mistral lui-même.

Traductions de Mirèio
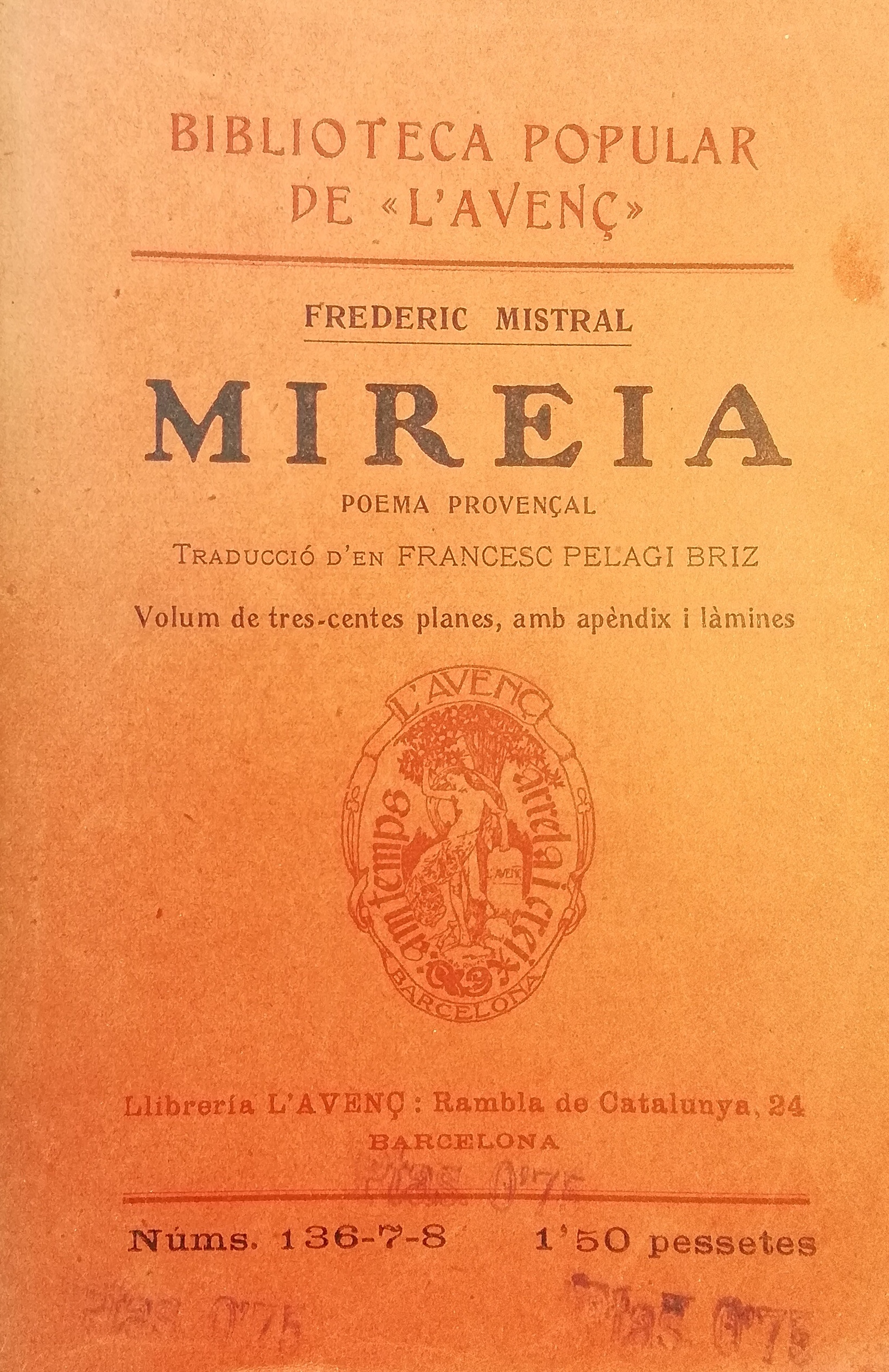
Traduction, par Francesc Pelagi Briz pour la Biblioteca popular de « L'Avenç » (1881-1893), de Mirèio (« Mireia ») en catalan, « langue sœur » de l'occitan et du provençal (quels que soient les points de vue adoptés…).
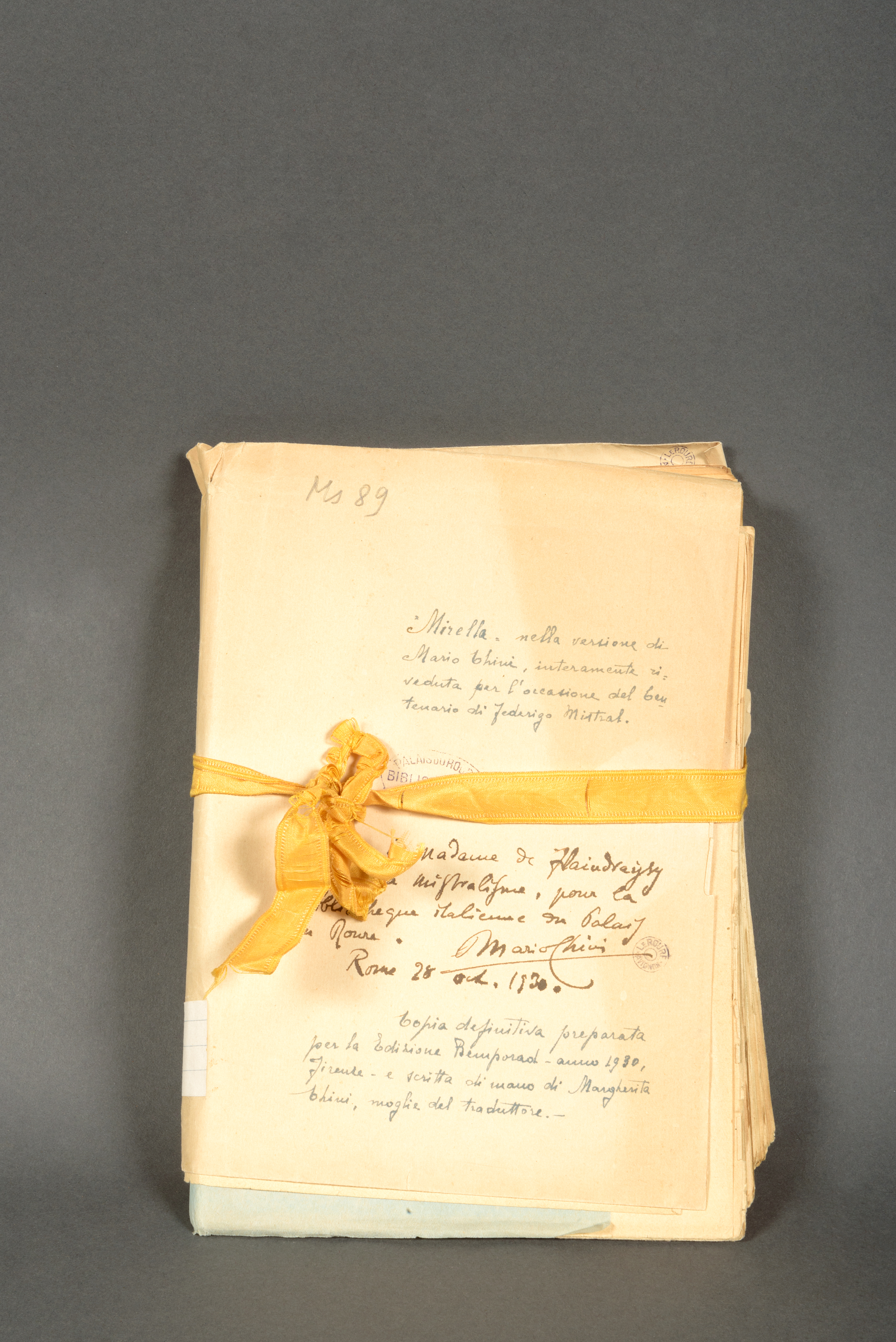
Manuscrit de la traduction par Mario Chini de Mirèio (« Mirella ») en italien, dédicace à Jeanne de Flandreysy datée du 28 octobre 1930, à l'occasion du centenaire de Frédéric Mistral (voir aussi ci-dessous).

### Adaptation à l'opéra
Pendant l'année 1863, peu après la parution du livre (ce qui d'ailleurs montre son succès rapide à Paris), Charles Gounod en fait un opéra, Mireille, composé en lien avec Mistral et soumis à son approbation, sur un livret de Michel Carré, qui adapte le texte en français et en vers. Il est créé en mars 1864 au Théâtre Lyrique à Paris, avec un succès relatif, dû entre autres à ses aspects novateurs et à sa fin trop tragique au goût du public de l'époque.
L’œuvre connaîtra une carrière mouvementée et plusieurs remaniements, dont une réduction de cinq à trois actes (qui amènera enfin sous cette forme le succès escompté en 1889 seulement, « lors d’une reprise à l’Opéra-Comique, faisant [désormais] de Mireille un des piliers du répertoire lyrique »). L’œuvre s'impose définitivement dans sa version originale en 1939, et entre dans le répertoire régulier de l'Opéra de Paris en 2009, avec une reprise remarquée à l'Opéra Garnier la même année sous la direction de Marc Minkowski.
Certains passages rappellent le romantisme allemand, d'autres annoncent les œuvres ultérieures de Puccini et de Bizet (notamment son Arlésienne de 1872), et ont acquis la célébrité comme « la fameuse Chanson de Magali, adaptation très réussie d’un air populaire » (acte II), ou la Chanson du berger (acte IV), l'une et l'autre « brèves mélodies pleines de charme et d’imagination que Gounod aime à introduire au cœur de l'action », ainsi que la déchirante scène du désert de la Crau (acte IV),.

### Adaptation au cinéma
Mireille sera aussi adaptée au cinéma en 1933 sur un scénario d'Ernest Servaès, pour un film de René Gaveau lui aussi en français, avec Mireille Lurie et Jean Brunil dans les rôles principaux.

### Adaptation en graphie classique
D'abord publiée au XIXe siècle dans la graphie moderne (dite « mistralienne » en raison de l'influence fondamentale qu'exercera Mireille sur ses contemporains), elle a depuis été transcrite dans la graphie classique de l'occitan,.

### Influence en littérature
Le livre exerce une forte influence sur d'autres auteurs, d'abord en Provence, chez les écrivains de langue provençale. En 2015 est paru par exemple Lou Cant Trege (Le Chant Treize), de Louis Scotto, couronné par le prix Frédéric-Mistral, qui imagine une autre fin au poème mistralien (publié par les éditions l'Astrado Prouvençalo). Influence aussi sur les écrivains provençaux qui s'expriment aussi en français : Alphonse Daudet, Henri Bosco, Jean Giono, Marcel Pagnol, Yvan Audouard, etc.
Mais aussi parfois sur des auteurs étrangers, comme Gabriela Mistral, l'écrivaine et poétesse chilienne, elle aussi prix Nobel de littérature en 1945, qui a choisi son nom d'auteure en hommage à Frédéric Mistral (et son prénom en révérence à Gabriele D'Annunzio).

Éditions de Miréio, avec dédicace de Mistral à Jeanne de Flandreysy, impression ou écriture sur papier, XXe siècle, legs Jeanne de Flandreysy, 1959, palais du Roure
La couverture.
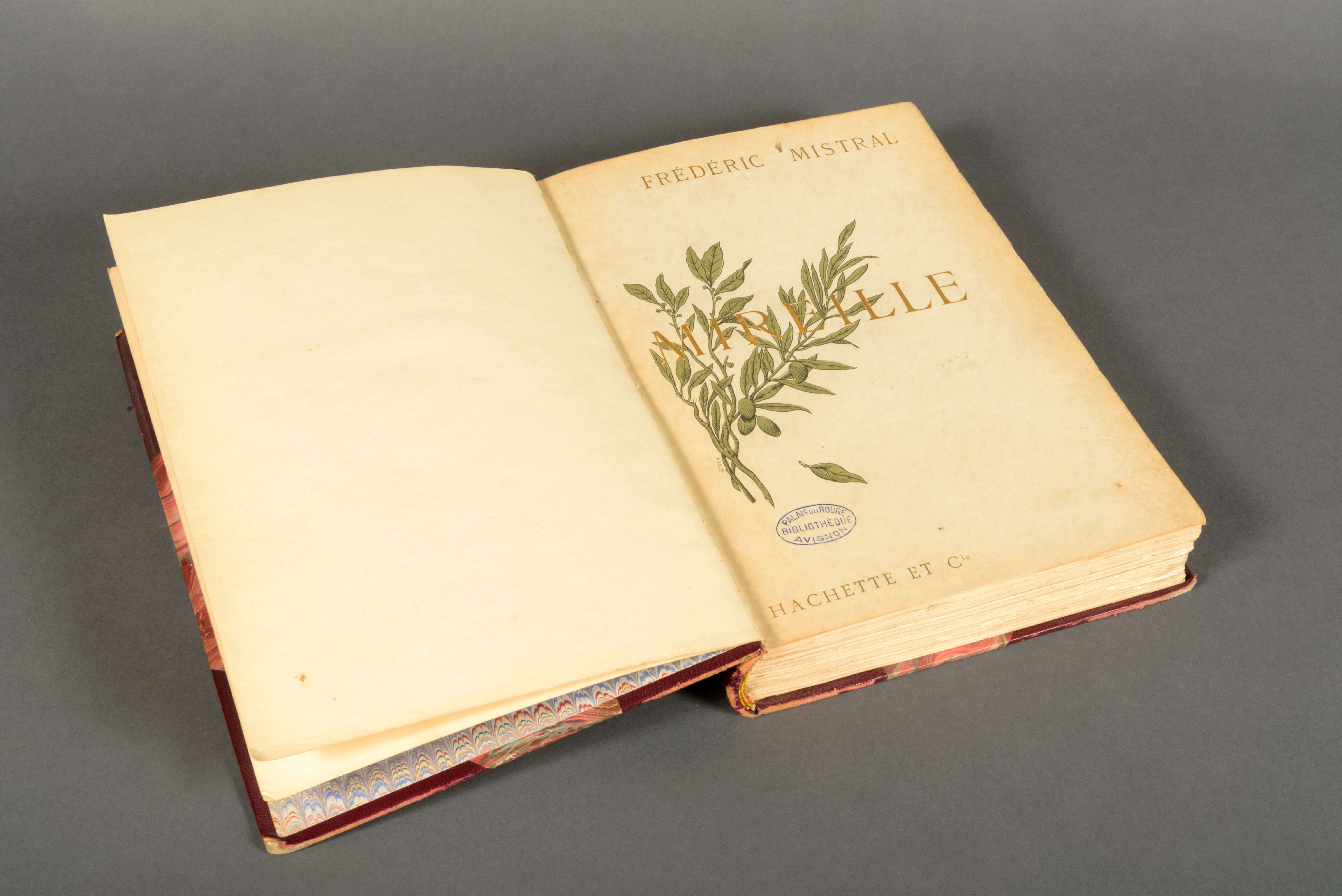
La page de titre.
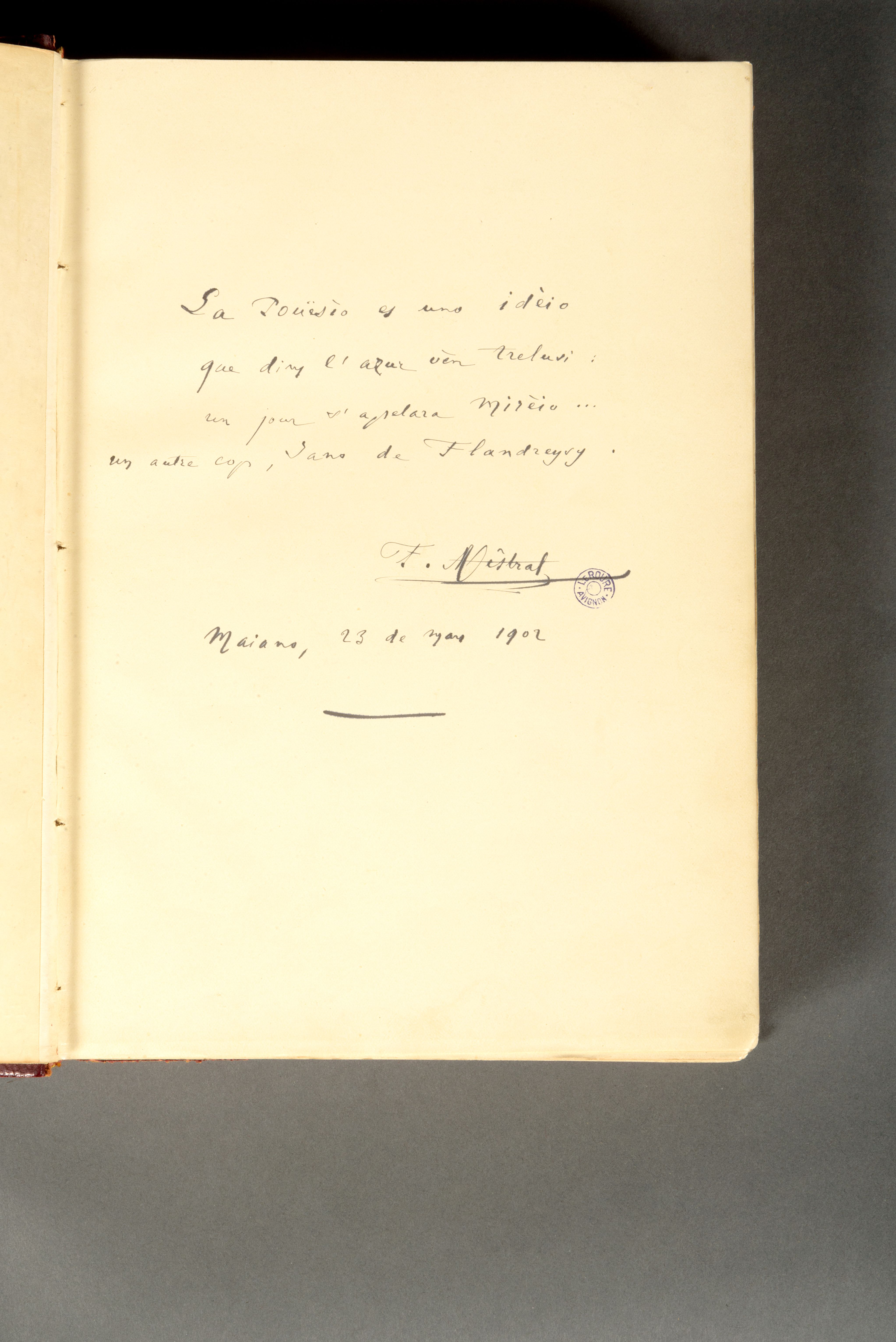
La dédicace.
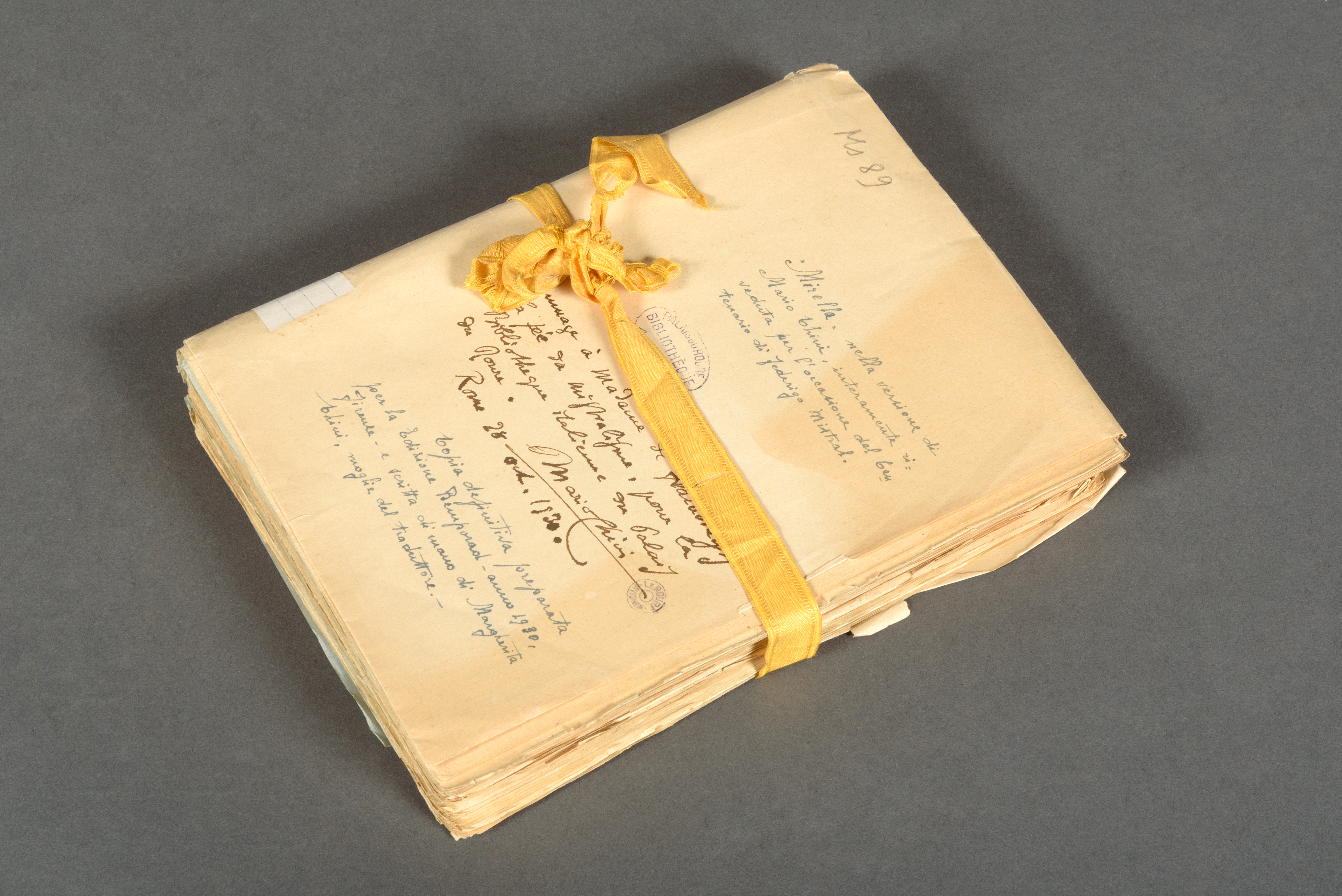
« Mirella », la traduction italienne de Mirèio par Mario Chini (1876-1959), fait aussi partie du legs au Palais du Roure (numéro d'inventaire : Ms 89).